# Cucullia daisensis
Cucullia daisensis là một loài bướm đêm trong họ Noctuidae.